# Augustinerschule Friedberg
Die Augustinerschule Friedberg ist ein Gymnasium in Friedberg (Hessen).
Die Schule wurde 1543 gegründet und zählt damit zu den fünf ältesten Gymnasien Hessens. Sie wurde zunächst im ehemaligen Barfüßerkloster der Stadt eingerichtet. Im Jahre 1581 wurde die Schule in das Gebäude des ehemaligen Augustinerklosters verlegt, woher auch der Name der Schule stammt. Im Jahre 1901 wurde ein neues Schulgebäude bezogen, der jetzige Altbau, der in zwei späteren Phasen durch Erweiterungsbauten ergänzt wurde. Sie beherbergt derzeit etwa 1.500 Schülerinnen und Schüler.
Die Augustinerschule hat einen musikalischen Schwerpunkt.

## Geschichte
Die Augustinerschule wurde als Lateinschule der Stadt Friedberg der Reformationszeit gegründet. Der Niedergang der Mönchsorden zu Beginn des 16. Jahrhunderts führte dazu, dass das Barfüßerkloster verkauft wurde. Der Rat der Stadt hat daraufhin am 19. April 1543 beschlossen: „das barfusser closter sol zu einem pedagogio zugerust werden“. Dieses Jahr gilt als das Gründungsjahr der städtischen Friedberger Lateinschule. Seit dem Umzug in das leerstehende Augustinerkloster 1581 hat sich für die Lateinschule der Name Augustinerschule eingebürgert. Über 300 Jahre lang beherbergten die Gebäude in der Augustinergasse die Schule.
Der erste Lehrer der Schule war Magister Hieronymus Hanuoldt, ein Schlesier, der bei Philipp Melanchthon in Wittenberg studiert hatte und von diesem auf Anfrage des Burggrafen Johann Brendel von Homburg nach Friedberg geschickt wurde. Zur Erinnerung an diesen Burggrafen hat der Landkreis Friedberg der Schule 1968 zum 425. Schuljubiläum einen Abguss seiner Grabplatte geschenkt, die rechts neben dem Haupteingang am Goetheplatz steht.
Von 1818 bis 1860 war Philipp Dieffenbach Rektor, bekannt als Schulorganisator und Friedberger Stadthistoriker. Auf ihn geht ein Friedberger Schulversuch der Jahre 1839 bis 1850 zurück, in einer Gesamtschule die Lateinschule mit zwei städtischen Volksschulen zur „Gemeinsamen Musterschule“ zu vereinen. In dieser Schule traten Naturwissenschaften und Französisch neben das traditionelle Bildungsangebot. Deutsch spielte ebenfalls eine zunehmend wichtigere Rolle. Bald erhob sich aber Protest gegen die Verschmelzung von höherer und elementarer Bildung, die Schule könne auf keinem Gebiet etwas Rechtes leisten, und so wurde daneben ein Privatinstitut gegründet. Dies führte schließlich 1850 wieder zur Trennung, die Augustinerschule entstand als Realschule mit 81 Schülern neu. Sie war zeitbezogener als die Lateinschule, erhielt aber einen Lateinschulzweig als Progymnasium. Die Schulabgänger hatten nicht die Hochschulreife, sondern nur die Berechtigung zum einjährigen freiwilligen Militärdienst. Unter Leitung von Theodor Goldmann, dem Gründer des Friedberger Geschichtsvereins und des Wetterau-Museums, wurde 1898 der Ausbau zur Vollanstalt erreicht. 1899 fand das erste Abitur statt. Er regte auch den Neubau am Goetheplatz an, der 1899–1901 im Neorenaissancestil erbaut und von 414 Schülern bezogen wurde. 1905 wurde das erste Mädchen aufgenommen. Die Realschule erreichte 1921 als Oberrealschule den Status einer Vollanstalt, hier wurde 1924 die erste Abiturprüfung abgelegt.
Anlässlich der Einweihung des Neubaues 1901 waren zum ersten Mal Ehemalige als Spender in Erscheinung getreten. Nach dem Ersten Weltkrieg wuchs der Zusammenhalt zwischen den aus dem Krieg heimgekehrten und den entlassenen Schülern, und 1922 wurde die Vereinigung Ehemaliger Augustinerschüler gegründet, die seitdem das Ziel verfolgt, auch nach der Schulzeit die Verbindung untereinander und zur Schule und ihren Lehrern aufrechtzuerhalten. Seit 1923 wird der Augustinertag gefeiert, ein Schulfest mit Kommers und ursprünglich auch feierlichem Festakt, Ball und Sportwettkämpfen. Seit 1926 wird der Kontakt unter den Ehemaligen durch die Zeitschrift „Es war einmal“ aufrechterhalten.
In der Zeit des Nationalsozialismus wurde die Hitlerjugend neben Elternhaus und Schule zur dritten Erziehungsmacht. An den freien Samstagen fand Gelände- und Wehrsport statt, Boxen wurde fester Bestandteil des Turnunterrichts. Vor dem Unterrichtsbeginn fand eine Morgenfeier mit Körperschule statt. Die Schüler jüdischen Glaubens, die die Schule besuchten, waren seit 1935 von jeder weiterführenden Bildungsmöglichkeit ausgeschlossen. Im Unterricht spielten Familien- und Ahnenkunde, Rasse- und Vererbungslehre eine große Rolle. Im Krieg sammelten die Schüler Altmaterial, Heilkräuter, Hagebutten und Bucheckern. Oft war der Unterricht im Winter durch Kohleferien beeinträchtigt. Am 16. September 1942 diente die Schulturnhalle als Sammelstelle für die Friedberger Juden vor ihrer Deportation in die Vernichtungslager. 1945 blieb die Schule sieben Monate geschlossen.
Nach dem Krieg holten ehemalige Soldaten in Sonderlehrgängen das Abitur nach, da die Reifevermerke ab 1943 nicht anerkannt wurden. Wegen der schlechten Ernährungslage wurde Schulspeisung ausgegeben. In den 1950er Jahren normalisierte sich das Schulleben und entwickelte sich allmählich zu der heute üblichen Form. Seit 1950 erfreut sich die Schule der finanziellen Unterstützung durch den Verein der Förderer der Augustinerschule, seit 1951 werden Referendare hier ausgebildet. 1954 wechselte die Schulträgerschaft von der Stadt zum Landkreis, der 1958 den Naturwissenschaftlichen Erweiterungsbau (N) und 1965 den Erweiterungsbau (E) mit einer zweiten Turnhalle errichtete. Später wurde das Haus des Handwerks angemietet und ein Gebäudeteil der Henry-Benrath-Schule benutzt, weil die Schulgebäude am Goetheplatz für die Unterbringung der gewachsenen Schülerzahl nicht mehr ausreichte, vor allem seitdem 1968 die Koedukation eingeführt worden war, die vorher nur im Bereich des altsprachlichen Gymnasiums galt. Seit 1956 erlaubte das sogenannte Zweiggymnasium die Schwerpunktbildung in einem mathematisch-naturwissenschaftlichen und in einem neusprachlichen Zweig. Das altsprachliche Gymnasium, die alte Lateinschule, bestand bis zum Abiturjahrgang 1978 fort. Dieses Zweigsystem wurde über die Zwischenform des Kurssystems schließlich zur heutigen gymnasialen Oberstufe fortentwickelt. Seit 1979 gibt es einen Zugang mit Französisch als erster Fremdsprache. Seit 1983 bietet die Schule das Fach Informatik an.

## Aktivitäten
Die Schule engagiert sich sehr im Bereich Musik und war bereits mehrfach erfolgreicher Teilnehmer im Wetterauer Chorwettbewerb, als auch in anderen Aktivitäten, wie das Frankfurter Skyliner Turnier. Das Schüler:innen-Sinfonie-Orchester der Schule führt ebenso ein jährliches Konzert durch, genau wie weitere Aktivitäten, darunter 2019 eine Konzertreise in Griechenland. Sie fördert hochbegabte Kinder stark und hat dafür im Schuljahr 2008/2009 eine Auszeichnung bekommen. Auch in Mathematik-Wettbewerben ist die Schule seit vielen Jahren sehr erfolgreich und wurde im Mathematik-Wettbewerb der Hessischen Landesregierung bereits neunmal als besonders erfolgreiche Schule ausgezeichnet. Seit 2020 bietet die Augustinerschule Vorleistungskurse für die 11. Klassenstufe an.

## Ehemalige
- Johann Gerhard Christian Thomas (1785–1838), deutscher Politiker (Frankfurter Bürgermeister) und Historiker, Schüler von 1798 bis 1802
- Albert H. Rausch (1882–1949), deutscher Schriftsteller; Pseudonym Henry Benrath
- Albert Stohr (1890–1961), Bischof von Mainz
- Ernst E. Hirsch (1902–1985), Rechtswissenschaftler, Mitbegründer des türkischen Handelsrechts
- Dietrich Müller-Hillebrand (1902–1964), Elektrotechniker und Hochschullehrer
- Wilhelm Adam (1906–1989), Landrat in der Zeit des Nationalsozialismus
- Wolf Schmidt (1913–1977), Journalist, Kabarettist, Autor, Regisseur und Schauspieler (Karl "Babba" Hesselbach)
- Günter Hotz (* 1931), Mathematiker, Pionier der Informatik in Deutschland
- Theo Geisel (* 1948), deutscher Wissenschaftler, Direktor des Max-Planck-Instituts für Dynamik und Selbstorganisation
- Hans Peter Blochwitz (* 1949), Tenor
- Herfried Münkler (* 1951), Politikwissenschaftler
- Jörg-Uwe Hahn (* 1956), ehem. hessischer Justizminister, ehem. stellvertretender Ministerpräsident Hessens
- Britta Jürgs (* 1965), Verlegerin, Herausgeberin und Redakteurin
- Thomas Stöhr (* 1966), Bürgermeister der Stadt Bad Vilbel
- Nina Hauer (* 1968), ehemaliges Mitglied des Bundestags (Wetteraukreis)
- Stefan Zahradnik (* 1969), deutscher Ökonom
- Oliver Hinz (* 1974), deutscher Wirtschaftswissenschaftler
- Benjamin Lang (* 1976), Komponist und Hochschullehrer
- Karoline Schaum (* 1980), Singer-Songwriterin
- Gina Häußge (* 1981), Diplominformatikerin, Octoprint entwickelt
- Jana Euler (* 1982), deutsche Künstlerin
- Olga Grjasnowa (* 1984), deutsche Schriftstellerin